# Culture Club

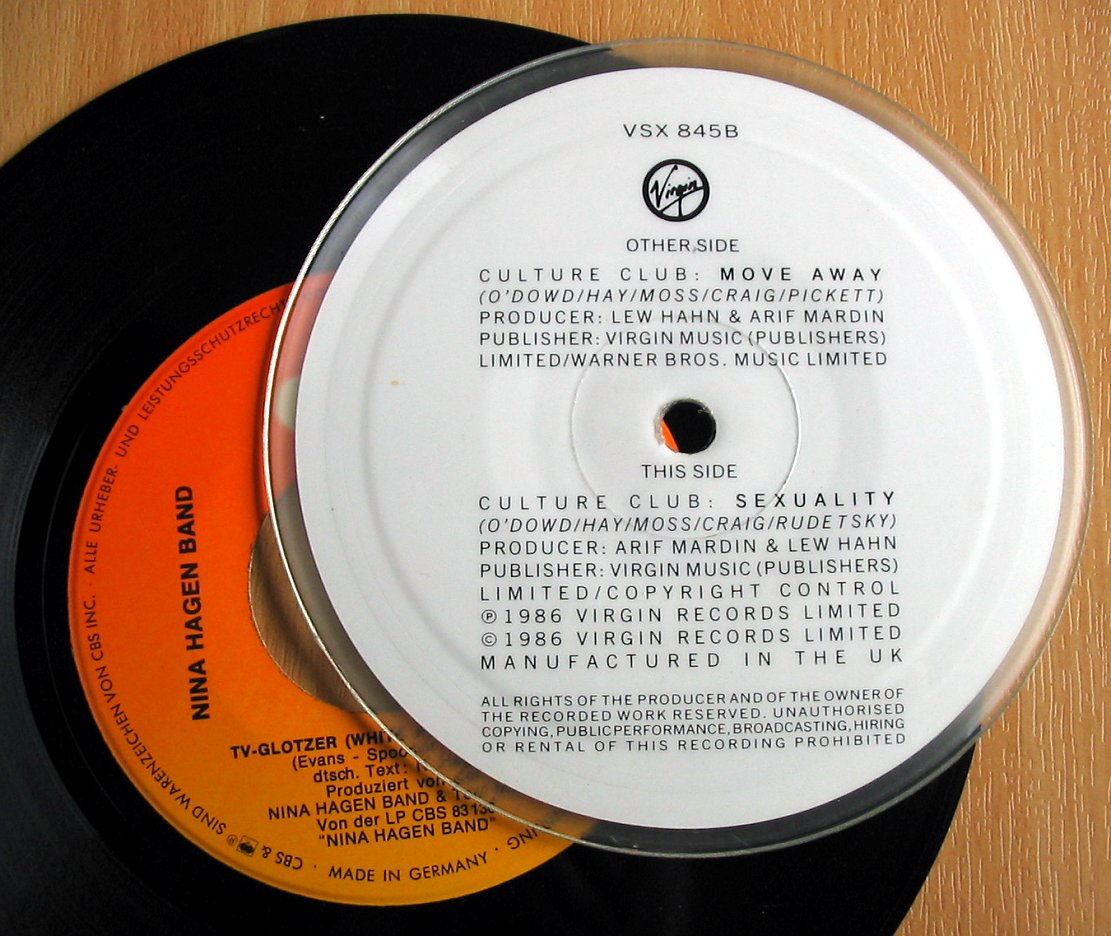
Singles van Culture Club

Culture Club is een Britse popgroep die vooral in de eerste helft van de jaren tachtig van de twintigste eeuw succesvol was.
Middelpunt van de band was Boy George, een androgyne zanger uit Londen. Boy George was eerst lid van de groep Bow Wow Wow, de vroegere 'Ants' van Adam Ant; onder het pseudoniem Lieutenant Lush heeft hij kortstondig naast leadzangeres Annabella Lwin gestaan. Later startte hij met Mikey Craig (bas) de groep In Praise of Lemmings. Toen Jon Juede zich bij het duo voegde werd de naam van de band omgevormd tot Sex Gang Children. De groep noemde zich Culture Club nadat Jon Moss (oorspronkelijk drummer bij Adam & the Ants) zich bij de groep aansloot. Juede werd al snel vervangen door Roy Hay.

## Biografie
In 1982 tekende Culture Club een platencontract bij platenmaatschappij Virgin Records. Hun eerste singles, White Boy en I'm Afraid Of Me, waren niet succesvol, maar hun internationale doorbraak kwam met het nummer Do You Really Want To Hurt Me, een nummer dat in Nederland de tweede plaats van de hitparade bereikte.
Tot 1984 scoorde de groep de ene grote hit na de andere. Hun grootste succes was het nummer Karma Chameleon, dat in veel landen, waaronder Nederland, een nummer 1-hit werd.
In 1985 heeft de Culture Club samen met Boy George meegespeeld in The A-Team.
In 1985 stopte de groep tijdelijk. Boy George raakte in deze periode verslaafd aan heroïne. Ook stond zijn romantische relatie met collega Moss onder druk. In 1986 kwam de groep met een comeback-album, dat een middelmatig succes werd. In deze periode gaf Boy George toe verslaafd te zijn en werd hij gearresteerd voor het bezit van cannabis. Michael Rudetski, keyboardspeler bij de groep From Luxury to Heartache stierf aan een overdosis heroïne in het huis van Boy George, slechts enkele dagen nadat Boy George was gearresteerd.
Culture Club viel uit elkaar. Nadat hij zijn verslaving had overwonnen, begon Boy George een solocarrière, wat hem enkele kleine hits opleverde, zoals Everything I own en Sold. Ook richtte hij de groep Jesus Loves You op. Van deze groep werd Generations of love in 1991 een grote hit. Boy George is nu vooral bekend als dj.
In 1998 kwam Culture Club weer bij elkaar. De groep bereikte in Groot-Brittannië met I Just Wanna Be Loved de vierde positie. De latere singles Your Kisses Are Charity en Cold Shoulder van het comebackalbum Don't Mind If I Do haalden de hitparade niet. Terwijl Boy George in New York werd veroordeeld tot een taakstraf wegens cocaïnebezit, ging de rest verder met een nieuwe zanger (Sam Butcher).

## Discografie
| Album                                     | Verschijnen       | Label        | Hitlijsten | Hitlijsten | Hitlijsten | Hitlijsten | Hitlijsten | Hitlijsten | Hitlijsten | Opmerkingen                        |
| Album                                     | Verschijnen       | Label        | BE (WA)    | BE (WA)    | NL1        | NL1        | GB         | US         | DE         | Opmerkingen                        |
| Album                                     | Verschijnen       | Label        | Piek       | Weken      | Piek       | Weken      | Piek       | Piek       | Piek       | Opmerkingen                        |
| ----------------------------------------- | ----------------- | ------------ | ---------- | ---------- | ---------- | ---------- | ---------- | ---------- | ---------- | ---------------------------------- |
| Kissing to Be Clever                      | 8 oktober 1982    | Virgin, Epic | —          | —          | 10         | 17         | 5          | 14         | 8          | Studioalbum                        |
| Colour by Numbers                         | 10 oktober 1983   | Virgin, Epic | —          | —          | 3          | 21         | 1 (5 wk)   | 2          | 6          | Studioalbum / Platina in Nederland |
| Waking Up with the House on Fire          | 22 oktober 1984   | Virgin, Epic | —          | —          | 7          | 12         | 2          | 26         | 22         | Studioalbum                        |
| From Luxury to Heartache                  | 1 april 1986      | Virgin, Epic | —          | —          | 28         | 4          | 10         | 32         | 45         | Studioalbum                        |
| This Time – The First Four Years          | 6 april 1987      | Virgin       | —          | —          | 44         | 3          | 8          | —          | —          | Verzamelalbum                      |
| At Worst ... The Best of (met Boy George) | 20 september 1993 | Virgin       | —          | —          | —          | —          | 24         | 169        | —          | Verzamelalbum                      |
| Greatest Moments                          | 9 november 1998   | Virgin       | —          | —          | —          | —          | 15         | 148        | —          | Verzamelalbum                      |
| Don't Mind If I Do                        | 22 november 1999  | Virgin       | —          | —          | —          | —          | 64         | —          | —          | Studioalbum                        |
| Life (met Boy George)                     | 26 oktober 2018   | BMG          | 151        | 1          | —          | —          | 12         | —          | 58         | Studioalbum                        |

| Lied                                           | Verschijnen | Album                            | Hitlijsten | Hitlijsten | Hitlijsten | Hitlijsten | Hitlijsten  | Hitlijsten  | Hitlijsten    | Hitlijsten    | Hitlijsten | Hitlijsten | Hitlijsten | Hitlijsten | Opmerkingen       |
| Lied                                           | Verschijnen | Album                            | BE (VL)    | BE (VL)    | BE (WA)    | BE (WA)    | NL (Top 40) | NL (Top 40) | NL (Top 100)1 | NL (Top 100)1 | GB         | US         | DE         | FR         | Opmerkingen       |
| Lied                                           | Verschijnen | Album                            | Piek       | Weken      | Piek       | Weken      | Piek        | Weken       | Piek          | Weken         | Piek       | Piek       | Piek       | Piek       | Opmerkingen       |
| ---------------------------------------------- | ----------- | -------------------------------- | ---------- | ---------- | ---------- | ---------- | ----------- | ----------- | ------------- | ------------- | ---------- | ---------- | ---------- | ---------- | ----------------- |
| Do You Really Want to Hurt Me                  | 1982        | Kissing to Be Clever             | 1 (3 wk)   | 10         | 24         | 7          | 2           | 10          | 2             | 12            | 1 (3 wk)   | 2          | 1 (7 wk)   | 16         | Goud in Nederland |
| Time (Clock of the Heart)                      | 1982        | Kissing to Be Clever             | 13         | 9          | —          | —          | 7           | 7           | 10            | 8             | 3          | 2          | 16         | —          | Alarmschijf       |
| Church of the Poison Mind                      | 1983        | Colour by Numbers                | 9          | 6          | —          | —          | 7           | 8           | 11            | 9             | 2          | 10         | 23         | —          |                   |
| I'll Tumble 4 Ya                               | 1983        | Kissing to Be Clever             | —          | —          | —          | —          | —           | —           | —             | —             | —          | 9          | —          | —          |                   |
| Karma Chameleon                                | 1983        | Colour by Numbers                | 1 (4 wk)   | 15         | —          | —          | 1 (1 wk)    | 11          | 1 (1 wk)      | 12            | 1 (6 wk)   | 1 (3 wk)   | 2          | —          |                   |
| Victims                                        | 1983        | Colour by Numbers                | 11         | 7          | —          | —          | 16          | 5           | 17            | 6             | 3          | —          | 39         | —          |                   |
| Miss Me Blind                                  | 1984        | Colour by Numbers                | —          | —          | —          | —          | —           | —           | —             | —             | —          | 5          | —          | —          |                   |
| It's a Miracle                                 | 1984        | Colour by Numbers                | 15         | 6          | —          | —          | 20          | 6           | 15            | 5             | 4          | 13         | 41         | —          | Alarmschijf       |
| The War Song                                   | 1984        | Waking Up with the House on Fire | 4          | 11         | —          | —          | 5           | 10          | 7             | 11            | 2          | 17         | 12         | 7          | Alarmschijf       |
| The Medal Song                                 | 1984        | Waking Up with the House on Fire | —          | —          | —          | —          | —           | —           | —             | —             | 32         | —          | —          | —          |                   |
| Mistake No. 3                                  | 1984        | Waking Up with the House on Fire | —          | —          | —          | —          | —           | —           | —             | —             | —          | 33         | —          | —          |                   |
| Love Is Love                                   | 1985        | Electric Dreams soundtrack       | —          | —          | —          | —          | —           | —           | —             | —             | —          | —          | —          | 26         |                   |
| Move Away                                      | 1986        | From Luxury to Heartache         | 8          | 10         | —          | —          | 17          | 8           | 16            | 7             | 7          | 12         | 21         | 47         | Alarmschijf       |
| God Thank You Woman                            | 1986        | From Luxury to Heartache         | 31         | 3          | —          | —          | —           | —           | —             | —             | 31         | —          | —          | —          |                   |
| I Just Wanna Be Loved                          | 1998        | Greatest Moments                 | —          | —          | —          | —          | —           | —           | —             | —             | 4          | —          | 80         | —          |                   |
| Your Kisses Are Charity                        | 1999        | Don't Mind If I Do               | —          | —          | —          | —          | —           | —           | —             | —             | 25         | —          | 88         | —          |                   |
| Cold Shoulder/Starman                          | 1999        | Don't Mind If I Do               | —          | —          | —          | —          | —           | —           | —             | —             | 43         | —          | —          | —          |                   |
| Let Somebody Love You (met Boy George)         | 2018        | Life                             | tip17      | —          | tip        | —          | —           | —           | —             | —             | —          | —          | —          | —          |                   |
| Runaway Train (met Boy George & Gladys Knight) | 2019        | Life                             | tip        | —          | —          | —          | —           | —           | —             | —             | —          | —          | —          | —          |                   |

### NPO Radio 2 Top 2000
| Nummers met noteringen in de NPO Radio 2 Top 2000 | '99  | '00  | '01  | '02  | '03  | '04  | '05-'11 | '12  | '13-'17 | '18  | '19  | '20  | '21  | '22  |
| ------------------------------------------------- | ---- | ---- | ---- | ---- | ---- | ---- | ------- | ---- | ------- | ---- | ---- | ---- | ---- | ---- |
| Do You Really Want to Hurt Me                     | 1042 | 1315 | 1462 | 1667 | 1659 | 1946 | -       | -    | -       | -    | -    | -    | -    | -    |
| Karma Chameleon                                   | 1062 | 1141 | 1252 | 1461 | -    | 1779 | -       | 1985 | -       | 1938 | 1913 | 1675 | 1934 | 1975 |

1. ↑  Een '-' betekent dat het nummer niet was genoteerd en een vetgedrukt getal geeft de hoogste notering van een nummer aan.
2. ↑  Deze tabel is bijgewerkt tot en met de laatste editie (2024).